# Taylor Ruck
Taylor Madison Ruck (ur. 28 maja 2000 w Kelownie) – kanadyjska pływaczka, specjalizująca się w stylu dowolnym i grzbietowym, wicemistrzyni olimpijska i mistrzyni świata na krótkim basenie (2016).

## Kariera pływacka

### Mistrzostwa Świata Juniorów 2015
Ruck na mistrzostwach świata juniorów w Singapurze zdobyła złoto na dystansie 100 m stylem dowolnym i w trakcie tej konkurencji dwukrotnie poprawiała rekord mistrzostw. Mistrzynią świata została także na 200 m kraulem, w finale z czasem 1:57,87 min ustanowiła nowy rekord mistrzostw. Oprócz tego wywalczyła brąz na 200 m stylem grzbietowym. Pozostałe medale zdobyła płynąc w sztafecie mieszanej 4 × 100 m stylem dowolnym (złoto) i sztafetach kobiet 4 × 200 m stylem dowolnym (srebro) i 4 × 100 m kraulem (brąz).

### Letnie Igrzyska Olimpijskie 2016
Podczas igrzysk olimpijskich w Rio de Janeiro w 2016 roku zdobyła brązowe medale w sztafetach 4 × 100 m stylem dowolnym i 4 × 200 m stylem dowolnym. Płynęła także w wyścigu eliminacyjnym sztafet 4 × 100 m stylem zmiennym. We wszystkich tych sztafetach Kanadyjki ustanowiły nowe rekordy swojego kraju.

### Mistrzostwa Świata w Pływaniu na krótkim basenie 2016
Kilka miesięcy później, na mistrzostwach świata na krótkim basenie w Windsorze wywalczyła cztery medale. W sztafetach 4 × 50 i 4 × 200 m stylem dowolnym zdobyła złote medale. Jej międzyczas (1:51,69) w sztafecie kraulowej 4 × 200 m był najlepszym rezultatem spośród wszystkich zawodniczek. Płynęła także w wyścigu eliminacyjnym sztafet 4 × 100 m stylem zmiennym. Otrzymała srebrny medal po tym jak Kanadyjki zajęły w finale drugie miejsce. Na dystansie 200 m stylem dowolnym uzyskała czas 1:52,50 i zdobyła brązowy medal.

### 2018
W kwietniu podczas igrzysk Wspólnoty Narodów w Gold Coast jako czwarta pływaczka w historii tych zawodów wywalczyła osiem medali. Złoto zdobyła na dystansie 200 m stylem dowolnym, ustanawiając nowy rekord Kanady (1:54,81 min). Indywidualnie medale wywalczyła jeszcze na 50 m stylem dowolnym i 200 m stylem grzbietowym (srebro) oraz 100 m stylem dowolnym i grzbietowym (brąz). Na 50 m kraulem czasem 24,26 s poprawiła rekord swojego kraju. Ruck zdobyła także srebrne medale w sztafetach kraulowych 4 × 100 i 4 × 200 m oraz w sztafecie 4 × 100 m stylem zmiennym.